# المجموع المغيث في غريبي القرآن والحديث
المجموع المغيث في غريبي القرآن والحديث للإمام أبي موسى محمد بن أبي بكر المديني الأصفهاني المتوفى سنة 581 هـ. تتبع في هذا الكتاب ما فات الهروي في الغريبين مما لم يذكره من ألفاظ غريبة واقتفى أثره في طريقة الترتيب والشرح مع تعقبه للهروي في بعض المواضع. طبع هذا الكتاب في أربع مجلدات بتحقيق أ. عبد الكريم العزباوي وصدر عن جامعة أم القرى عام 1406 هـ، وخصص الجزء الرابع للفهارس التي صدرت عام 1410 هـ.

## منهج الكتاب
يقول أبو موسى المديني في مقدمة كتابه:
| المجموع المغيث في غريبي القرآن والحديث | أما بعد، فإنى لمّا طالعت كتاب الغريبين لأبي عبيد الهروى - رحمه الله - ورأيت تقريبه الفائدة لمطالعه، واحتياج طلاب فوائد القرآن والحديث إلى مُودَعِه استحسنته جدا، وأَحمدتُه سَعْيا وكَدًّا، غير أَنِّى وجدت كلماتٍ كثيرة شَذَّت عن كتابه، إذ لا يُحاطُ بجميع ما تُكلِّم به من غريب الكَلِمِ، فلم أزل أتتبع ما فاته، وأكتب ما غفل عنه، إلى أن وقعت على كراسة غير كبيرة جمعها بعض علماء خراسان بعد الخمسين والأربعمائة لم يُسَمَّ فيها مُصَنّفُها، قد شحَنَها بما شذَّ عن كتاب أبى عبيد مما أورده العُزَيزْى في كتاب غريب القرآن، وأضاف إليه معانى أسماء الله سبحانه وتعالى، وذكر في أثنائه كلمات غيرَ كثيرة من غرائب الألفاظ، فأضفت تلك الألفاظ إلى كتابى، وربما أشير إلى قولى في أثناء ما يمّر من ذلك، لأننى لم أستجز تضييعَ حَقّه، وإحمالَ ذكره وسَعْيه وجمعه. وخَرّجت كتابى على ترتيب كتاب أبي عبيد سواء بسواء، وسلكت طريقه حَذوَ النّعل بالنعل في إخراج الكلم في الباب الذي يليق بظاهر لفظها، وإن كان اشتقاقها مخالفا لها. ورأيت الأمرَ على أبي عبيد أسهل منه علىّ، إذ اسْتَخرجَها من كتب مجمعة مؤلَّفه في هذا الفنّ إلا اليسير منه. وأنى جمعته من متفرِّقة الأحاديث والكتب إلّا ما ذكرته من قِبَل التَّتِمّة التي أشرتُ إليها وكتابٍ آخر غير مرتّب أيضا. والذى دَعانِى إلى ذلك الّرغبةُ في الثواب الموعود للمفيد في دعاء الطالب المستفيد وسميته: "كتاب المجموع المغيث في غريبى القرآن والحديث. | المجموع المغيث في غريبي القرآن والحديث |